# Knights and Merchants: The Shattered Kingdom
Knights and Merchants: The Shattered Kingdom (vaak afgekort KaM: TSK, of simpelweg TSK) is een Real-time strategy spel, gebaseerd op de middeleeuwen. Het is in 1998 ontwikkeld door Joymania en uitgegeven door TopWare Interactive, beiden Duitse bedrijven. Als kapitein van de paleiswacht is het de taak van de speler om het dorp uit te breiden, en het leger aan te voeren.
Het spel heeft geen sterk kritische of populaire reactie gekregen in Groot-Brittannië en de Verenigde Staten, maar was vooral populair in de rest van Europa, met name Oost-Europa, Duitsland en de Benelux. Er is een nieuwe versie van het spel verschenen, genaamd: Knights and Merchants: The Peasants Rebellion (KaM: TPR), met een nieuwe campaign en een paar extra functies. Het spel Knights and Merchants: The Shattered Kingdom is niet meer verkrijgbaar in de winkels, maar is wel nog te koop op het internet. Knights and Merchants: The Peasants Rebellion is nog wel verkrijgbaar in sommige game winkels.

## Gameplay
Knights and Merchants verschilt in gameplay sterk van andere RTS spellen. Waar andere spellen, zoals Age of Empires, de gameplay vaak belangrijker vinden dan realisme, heeft Knights and Merchants meer getracht dit te combineren. Dit geeft de gameplay een vrij interessante draai. Om bijvoorbeeld voedsel voor de dorpelingen te krijgen, moet men éérst een boerderij bouwen met landerijen eromheen. Daarna kan men het graan van de boerderij laten malen in een windmolen tot meel. De laatste stap is het bakken van het brood in de bakkerij, waarna het wordt vervoerd naar het pakhuis voor opslag, of de taverne, voor consumptie.
In andere RTS spellen wordt er veel meer gegeneraliseerd en spreekt men bijvoorbeeld van 4 verschillende grondstoffen: hout, voedsel, ijzer en goud. Een manschap kost dan bijvoorbeeld 20 hout, 70 voedsel en 30 ijzer. In Knights and Merchants heeft de speler voor het maken van een soldaat een recruut, een bepaald soort harnas en een wapen nodig. Zo'n harnas wordt gesmeed door een harnassensmeder die daarvoor kool en ijzer nodig heeft. Het kool komt van de kolenmijnwerker, en het ijzer van de ijzersmelterij. Die krijgt het ijzererts op zijn beurt weer van de ijzermijnwerker, en de kolen van een kolenmijnwerker. Alle goederen worden rondgebracht met behulp van dienaren. De economie kent dus een vrij complexe gelaagdheid, waarbij de productie van de ene grondstof de andere productie kan beïnvloeden.
De economie van het dorp staat behoorlijk centraal in het spel. Zonder een goede economie is er geen voedsel voor de troepen en verhongeren ze. Het slim bouwen/ontwerpen van het dorp, en bepaalde gebouwen dicht bij andere gebouwen te zetten, speelt hier ook een rol bij.

## Community
Er is nog een vrij sterke Community van Knights and Merchants. Er zijn forums in verschillende talen, waarvan de internationale (Engelstalig) het grootste is. Er zijn er ook in andere talen, zoals het Duitstalige, het Nederlandstalige en het Russischtalige. Veel van deze websites (vooral de Engelstalige) bevatten veel informatie over het spel.

### KaM Remake
Een van de meest uitgebreide, door fans gemaakte extensies is KaM Remake. De ontwikkelaars (bekend onder de namen Krom en Lewin) noemen het zelf een mod, hoewel het in definitie geen mod is omdat de ontwikkelaars het spel volledig opnieuw hebben ontwikkeld zonder gebruik te maken van de originele broncode. Het doel van KaM Remake is het originele spel uit te breiden, interessanter te maken en functies toe te voegen. Een korte lijst van veranderingen is:
- Nieuwe interface,
- Volledige ondersteuning voor multiplayer,
- Een toegevoegde AI,
- Nieuwe singleplayer en multiplayer kaarten,
- Verbeterde graphics,
- Beter algoritme voor, onder andere, de houthakker.

De mod is volledig open source en kan alleen geïnstalleerd worden als een versie van Knights and Merchants: The Peasants Rebellion geïnstalleerd is.